# Juri Georgijewitsch Kuzenko

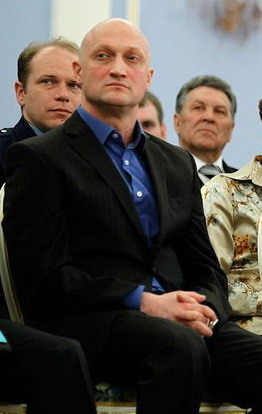
Juri Georgijewitsch Kuzenko

Juri Georgijewitsch Kuzenko (russisch Юрий Георгиевич Куценко, besser bekannt unter seinem Künstlernamen Goscha Kuzenko/ Гоша Куценко; * 20. Mai 1967 in Saporischschja, Ukrainische SSR, Sowjetunion) ist ein russischer Schauspieler.
Kuzenko ist aus vielen russischen Spielfilmen bekannt, wobei seine Bekanntheit großteils aus den Filmen Mama, weine nicht (Мама, не горюй) und Antikiller (Антикиллер) resultierte.

## Biografie
Nach dem Militärdienst in der Sowjetarmee zog er 1988 nach Moskau um. Er besuchte das Moskauer Institut für Radiotechnik, Elektronik und Automatik und wechselte innerhalb von zwei Jahren ans Schulstudio МХАТ .

## Filmografie (Auswahl)
- 1991: Der Mann aus dem Alphatrupp (Человек из команды Альфа)
- 1991: Die Mumie aus dem Koffer (Мумия из чемодана)
- 1993: Kinder der gußeisernen Götter (Дети чугунных богов)
- 1994: Nokturne für Trommel und Motorrad (Ноктюрн для барабана и мотоцикла)
- 1995: Beerdigung der Ratten (TV)
- 1998: Mama, weine nicht (Мама, не горюй)
- 1999: Achteinhalb Dollar (Восемь с половиной долларов)
- 2000: Die Guten und die Bösen (Хорошие и плохие)
- 2002: April (Апрель)
- 2002: Antikiller (Антикиллер)
- 2002: In Bewegung (В движении)
- 2002: Einsamkeit des Blutes (Одиночество крови)
- 2002: Die Straße (Дорога)
- 2003: Antikiller 2: Antiterror (Антикиллер 2: Антитеррор)
- 2003: Der vierte Wunsch (Четвёртое желание)
- 2004: Untergang des Imperiums (Гибель империи, TV)
- 2004: Wächter der Nacht – Nochnoi Dozor (Ночной дозор)
- 2004: Mars (Марс)
- 2005: Türkisches Gambit (Турецкий гамбит)
- 2005: Jagd auf den Isubrahirsch (Охота на изюбря, TV)
- 2005: Mama, weine nicht 2 (Мама, не горюй 2)
- 2006: Wächter des Tages – Dnevnoi Dozor (Дневной дозор)
- 2006: Blech (Жесть)
- 2006: Paragraph 78 (Параграф 78)
- 2006: Entwicklung (Сдвиг)
- 2006: Liebeshiebe (Любовь-Морковь)
- 2007: Paragraf 78 (параграф 78)
- 2007: Zu Dritt (Трое)
- 2007: Die Tiefe (Глубина)
- 2007: Antikiller 3: Zwielicht (Антикиллер 3: Сумеречная зона)
- 2007: Saporoscher Sitsch (Запорожская Сечь), Film über die Saporoscher Kosaken
- 2008: Die bewohnte Insel (Обитаемый остров)
- 2009: Die Echelon-Verschwörung (Echelon Conspiracy)
- 2011: Darkest Hour (The Darkest Hour)
- 2019: Balkan Line

Hinweis: die nicht verlinkten deutschen Titel sind freie Übersetzungen und daher nicht offiziell. Sollten die Filme auf Deutsch erscheinen, wird der offizielle deutsche Titel angegeben.